# ベイラ (動物)
ベイラ（Dorcatragus megalotis）は、ウシ科ベイラ属に分類される偶蹄類。本種のみでベイラ属を構成する。

## 分布
エチオピア、ジブチ南部、ソマリア北部

## 形態
体長70 - 87センチメートル。尾長5 - 20センチメートル。体高50 - 75センチメートル。体重9 - 26キログラム。オスよりもメスの方が大型になる。胴は短く、肩よりも腰の方が高い。尾は細長い。全身は粗い体毛で密に被われる。背面の毛衣は赤褐色や赤灰色、青灰色で、体毛の先端が白いため斑点状に見える。腹面や尾の毛衣は淡黄色や白。額や鼻の毛衣は灰褐色で、眼の周辺の毛衣は白い。耳介内側の毛衣は白く、黒い放射状の斑紋が入る。
耳介は大型。吻端に体毛で被われない板状の皮膚（鼻鏡）がなく、鼻孔の周辺のみわずかに体毛がなく皮膚が裸出する。四肢は細長い。第3 - 4指趾の蹄（主蹄）は短く高い。蹄の内側には軟骨質からなる肉球があり、岩場を移動する際にすべり止めになると考えられている。前肢の主蹄は先端が尖り、後肢の主蹄は幅広く先端が丸みを帯びる。第2、5指趾の蹄（側蹄）がある。
オスにのみやや前方に湾曲して外側へ向かう角がある。角長7 - 13センチメートル。乳頭の数は2個。

## 生態
半砂漠地帯や岩場、河原などに生息する。ペア、もしくその幼獣からなる小規模な群れを形成し生活する。
食性は植物食で、主に低木の葉を食べるが草も食べる。
繁殖形態は胎生。4月に1回に1頭の幼獣を産むと考えられている。

## 人間との関係
開発による生息地の破壊、旱魃、狩猟、家畜との競合などにより生息数は減少している。